# Michel Margottin
Michel Margottin, né le 30 mai 1944 à Selles-sur-Cher (Loir-et-Cher) où il est mort le 26 décembre 2023, est un footballeur français. Durant sa carrière, il occupe le poste d'attaquant, principalement à Angers SCO.

## Biographie
Michel Margottin naît le 30 mai 1944 à Selles-sur-Cher (Loir-et-Cher). En 1960, il rejoint le RC Lens où il inscrit 6 buts en 15 matches dès sa première saison.
Il s'engage en 1964 dans les rangs de l'Olympique lyonnais où il inscrit 8 buts en 53 matches. Il est ainsi repéré par l'Angers SCO, qui le fait signer en 1966. Cependant, malgré les 11 buts de Michel Margottin, le club est relégué en Ligue 2 en 1968. Mais l'année 1969 est celle de la renaissance du club ; ils sont champions et Michel Margottin inscrit 13 buts.
Il rejoint en 1970 le club d'Angoulême Charente FC. Il joue au total 15 matches avec le club en deux ans, inscrivant un but.
Il est transféré à l'AAJ Blois football en 1972, avec lequel il jouera six saisons, jusqu'en 1978,.
Michel Margottin meurt le 26 décembre 2023, à l’âge de 79 ans.

## Carrière
- 1960-1964 :  RC Lens
- 1964-1966 :  Olympique lyonnais
- 1966-1970 :  Angers SCO
- 1970-1972 :  AS Angoulême
- 1972-1978 :  AAJ Blois

## Palmarès
Il est champion de France de Division 2 avec l'Angers SCO en 1969.